# Kallipura, Kolar
Kallipura là một làng thuộc tehsil Kolar, huyện Kolar, bang Karnataka, Ấn Độ.